# Tetragoneura stangei
Tetragoneura stangei är en tvåvingeart som beskrevs av Duret 1980. Tetragoneura stangei ingår i släktet Tetragoneura och familjen svampmyggor. Inga underarter finns listade i Catalogue of Life.